# Orazio Schena
Orazio Schena (Bari, 30 ottobre 1941 – Binche, 30 gennaio 2024) è stato un allenatore di calcio e calciatore italiano, di ruolo attaccante.

## Biografia
Anche i suoi fratelli minori Cosimo e Dominique sono stati calciatori professionisti e successivamente anche allenatori.
Pur essendo nato in Italia (a differenza dei fratelli minori, nati in Belgio da genitori italiani), si trasferì in Belgio in tenera età con la famiglia e da adulto ottenne anche la cittadinanza belga.
Era soprannominato "La Farfalla".

## Carriera

### Giocatore
Nel 1952 ha iniziato a giocare nelle giovanili del RFC Ressaix, club in cui è rimasto fino al 1962, anno in cui è stato tesserato dall'Anderlecht; nella stagione 1962-1963 ha giocato nelle giovanili del club della capitale belga, mentre nella stagione 1963-1964 ha esordito in prima squadra: in particolare, ha giocato una partita (il 26 gennaio 1964, nella vittoria per 3-0 contro il Club Bruges) e segnato un gol in Coppa del Belgio e 13 partite nella prima divisione belga, alla cui vittoria ha contribuito segnando 6 reti. Dopo aver vinto il campionato con l'Anderlecht è passato al Crossing Molenbeek, con cui nella stagione 1964-1965 ha militato nella seconda divisione belga.
Dopo una sola stagione è tornato a giocare in prima divisione, questa volta con la maglia del RFC Liegi, con cui nel campionato 1965-1966 ha ottenuto la qualificazione alla Coppa delle Fiere per la stagione successiva; nella medesima stagione ha inoltre giocato 2 partite in questa coppa (entrambe le partite del primo turno contro i croati della Dinamo Zagabria, che hanno passato il turno con un complessivo 2-1), nella quale ha giocato un'ulteriore partita nell'edizione 1966-1967 (il 1º novembre 1966, nella partita di ritorno del secondo turno persa per 2-1 in casa contro la Lokomotive Lipsia) e 2 partite nell'edizione 1967-1968 (entrambe le partite del secondo turno del torneo contro gli scozzesi del Dundee, vittoriosi con un complessivo 7-2), per complessive 5 presenze senza reti nelle competizioni UEFA. 
Nell'arco del suo triennio nel club (tutto in massima serie, con anche un terzo posto in classifica nel campionato 1966-1967) ha inoltre segnato in totale 8 reti in 36 partite di campionato. Nel 1968 lascia la squadra e si accasa al Tilleur, club dei sobborghi di Liegi militante in seconda divisione, nel quale rimane per due stagioni consecutive, fino al 1970. Nel 1970 passa al La Louvière, altro club di seconda serie, con il quale gioca tre campionati consecutivi in questa categoria lasciando la squadra al termine della retrocessione in terza divisione maturata nella stagione 1972-1973. In carriera ha totalizzato complessivamente 49 presenze e 14 reti nella prima divisione belga.

### Allenatore
Nel novembre del 2001 è subentrato sulla panchina dell'Houdinois, penultimo in classifica nella quinta divisione belga, ed ha allenato la squadra fino al termine della stagione 2001-2002. Nella stagione 2002-2003 e nella stagione 2003-2004 ha allenato l'Heppignies nella quarta divisione belga. Successivamente, nella stagione 2005-2006 ha guidato lo Châtelet.
Poco prima dell'inizio della stagione 2009-2010 ha lasciato dopo alcuni anni la panchina dei dilettanti del RUS Binche, venendo sostituito in panchina dal fratello Cosimo, che già in un periodo precedente aveva a sua volta allenato la squadra. Nella stagione 2011-2012 e nei primi mesi della stagione 2012-2013 ha allenato il RFC Ressaix, squadra di cui suo nipote Damien (figlio di Dominique, deceduto a 51 anni nel 2011) è presidente.

## Palmarès

### Giocatore

#### Competizioni nazionali
- Campionato belga: 1

Anderlecht: 1963-1964